# حسین حسنی سعدی
حسین حسنی سعدی (زاده ۱۳۲۰ کرمان) سرلشکر ارتش جمهوری اسلامی ایران است، که از ۱۳۹۵ به‌عنوان جانشین فرمانده قرارگاه مرکزی خاتم‌الانبیا فعالیت می‌کند. وی از مرداد ۱۳۶۵ تا اردیبهشت ۱۳۷۰ فرماندهی نیروی زمینی ارتش را برعهده داشت و در فاصله سالهای ۱۳۷۸ تا ۱۳۹۵ معاون هماهنگ‌کنندهٔ ستاد کل نیروهای مسلح بود. 
حسنی سعدی فعالیت نظامی را از ابتدای دهه ۱۳۴۰ در ارتش شاهنشاهی ایران آغاز کرد. او در طول جنگ ایران و عراق از فرماندهان ارشد ارتش جمهوری اسلامی ایران به‌شمار می‌آمد.  
او از ۱۳۵۹ تا ۱۳۶۰ فرمانده تیپ دانشجویان دانشکده افسری بود، از ۱۳۶۰ تا ۱۳۶۱ فرماندهی لشکر ۲۱ حمزه را برعهده داشت و از ۱۳۶۱ تا ۱۳۶۲ نیز به‌عنوان جانشین فرمانده نیروی زمینی ارتش فعالیت می‌کرد. 
وی در اغلب عملیات‌های گسترده جنگ ایران و عراق حضوری فعال داشت، که به‌علت عملکردش در جنگ، ۲ نشان درجه یک فتح و یک نشان درجه دو فتح دریافت نمود.
حسنی سعدی هم‌اکنون به‌همراه ۱۲ نظامی بلندپایهٔ دیگر نیروهای مسلح ایران، دارای درجهٔ سرلشکری است.

## زندگی‌نامه

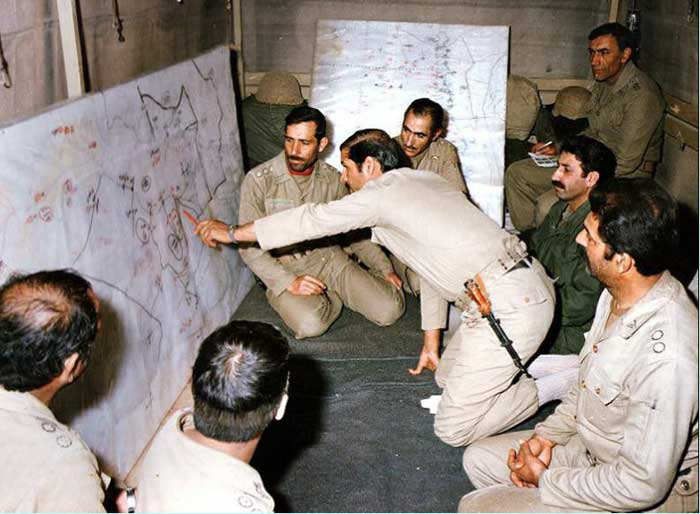
طرح‌ریزی عملیات فتح المبین با حضور حسنی سعدی نفر اول از سمت چپ نشسته کنار نقشه

حسین حسنی سعدی در سال ۱۳۲۰ در روستای سعدی کرمان زاده شد و تحصیلات ابتدایی تا دریافت مدرک دیپلم متوسطه را سپری نمود. وی در سال ۱۳۴۰ به‌طور رسمی فعالیت در ارتش شاهنشاهی ایران را آغاز کرد. پس از وقوع انقلاب، فعالیت خود را در ارتش جمهوری اسلامی ایران ادامه داد. او در طول جنگ ایران و عراق از فرماندهان ارشد نیروی زمینی ارتش جمهوری اسلامی ایران به‌شمار می‌آمد و در اغلب عملیات‌های گسترده حضوری فعال داشت، که به‌علت عملکردش در جنگ، دو نشان درجه یک فتح و یک نشان درجه دو فتح دریافت نمود.

## جایزه‌ها و نشان‌های افتخار
این بخش شامل نشان‌ها و جایزه‌های رسمی حسین حسنی سعدی است، که بر روی لباس همسان او نصب می‌شود، ولی جایزه‌های غیرنظامی و غیررسمی را در برنخواهد گرفت.

### آرم‌ها
| آرم‌های سینه |                 |
| آجا         | چتربازی درجه سه |

| آرم‌های بازو          |
| ستاد کل نیروهای مسلح |

### نوار نشان‌ها
|  |  |  |

### نام نشان‌ها
| نشان درجه یک فتح | نشان درجه یک فتح | نشان درجه دو فتح |